# قوانین نفوذ فیک

در شکل‌های بالا نفوذ مولکولی در ابعاد میکروسکوپی و ماکروسکوپی نشان داده شده‌است. در ابتدا ذرات موجود در محلول (نقاط بنفش رنگ سمت چپ) به وسیله یک مانع از محلول سمت راست جدا شده‌است. با برداشته شدن مانع ذرات موجود در محلول با حرکت‌های تصادفی به سمت راست نفوذ می‌کند (شکل یک نشان دهنده حرکت یک ذره در داخل محلول است). شکل دوم نشان دهنده این پدیده در ابعاد میکروسکوپی و شکل سوم نشان دهنده این پدیده در ابعاد ماکروسکوپی (یعنی حالتی که با چشم دیده می‌شود) می‌باشد.

قوانین نفوذ فیک در سال ۱۸۵۵ توسط آدولف فیک بدست آمد. این قوانین سرعت نفوذ را توصیف می‌کنند و در حل مسائل مربوط به ضریب نفوذ قابل استفاده می‌باشند از قانون اول فیک می‌توان برای دستیابی به قانون دوم استفاده نمود که در واقع همان معادله دیفرانسیل می‌باشد.

## قانون اول فیک
قانون اول فیک جریان نفوذ را تحت شرایط ثابت به غلظت مرتبط می‌سازد. فرض یر این است که جریان از یک ناحیه با غلظت بیشتر همراه با یک شیب غلظت متناسب (مشتقات فضایی) به یک ناحیه با غلظت کمتر حرکت می‌کند یا به عبارت ساده‌تر یک حلال در میان شیب غلظت از یک ناحیه با غلظت زیاد به طرف یک ناحیه با غلظت کم حرکت می‌کند. در یک بعد (فضایی) قانون به صورت زیر می‌باشد:
{\displaystyle J=-D{\frac {d\varphi }{dx}}}
که در آن
- J شار نفوذ است، مقدار عبور ماده از سطح هر ناحیه در واحد زمان می‌باشد بنابراین به صورتmol/m-2s-1 بیان می‌شود.J مقدار موادی که در یک ناحیه در یک فاصله زمانی عبور می‌کند را اندازه‌گیری می‌نماید.
- D ضریب نفوذ یا پخش می‌باشد. ابعاد آن سطح در واحد زمان می‌باشد؛ بنابراین یکای آن می‌تواند به صورت m2/s بیان گردد.
- (برای ترکیب‌های ایدئال) غلظت است، ابعاد آن مقدار حجم در واحد سطح می‌باشد که به صورت mol/m3 بیان می‌شود.
- X موقعیت است که ابعاد آن طول می‌باشد که یکای آن m می‌باشد

D با سرعت مربع ذرات پخش شده متناسب است که به دما، ویسکوزیته مایع و اندازه ذرات بر اساس رابطه استوکس- انیشتین بستگی دارد. در محلول‌های آبی رقیق، ضریب انتشار بیشتر یون‌ها مشابه هستند و مقادیری دارند که در دمای اتاق در محدوده‌های ۰٫۶ × ۱۰–۹ تا ۲ ×10-9 m2/s می‌باشد. برای مولکول‌های بیولوژیکی ضرایب نفوذ معمولاً از ۱۰–۱۱ به 10-10 m2/s می‌رسد.
در دو یا چند بعد ما باید از ∇، del یا gradient operator استفاده کنیم که از طریق مشتق اول به دست می‌آید:
{\displaystyle \mathbf {J} =-D\nabla \varphi }
که J بردار جریان نفوذ را نشان می‌دهد.
نیروی محرکه برای نفوذ یک بعدی، مقدار −∂φ/∂x است، که برای ترکیب ایدئال به صورت شیب غلظت می‌باشد.
در سیستم‌های شیمیایی غیر حلال یا ترکیب‌های ایدئال، نیروی محرکه برای نفوذ هر نوع به صورت شیب پتانسیل شیمیایی این نوع می‌باشد، بنابراین قانون اول فیک (در حالت یک بعدی) را می‌توان به صورت زیر نوشت:
{\displaystyle J_{i}=-{\frac {Dc_{i}}{RT}}{\frac {\partial \mu _{i}}{\partial x}},}
جایی که شاخص i نشان دهنده نوع گونه iام، c غلظت (mol/m3)، R ثابت گاز جهانی{(j/(k.mol}, Tدمای مطلق (k)وµ پتانسیل شیمیایی (j/mol) می‌باشد.
اگر متغیر اولیه کسری از جرم باشد(yi داده شده برای مثال به صورت kg/kg) بنابراین معادله جدید را می‌توان به صورت زیر تغییر داد:
جایی که ρ چگالی مایع (به عنوان مثالkg/m3) می‌باشد. توجه داشته باشید که چگالی خارج از اپراتور شیب است.

## قانون دوم فیک
قانون دوم فیک این مسئله که چگونه نفوذ غلظت را با گذشت زمان تغییر می هد، پیش‌بینی می‌کند. این یک معادله نفوذ نسبی است که به صورت یک بعدی خوانده می‌شود:
{\displaystyle {\frac {\partial \varphi }{\partial t}}=D\,{\frac {\partial ^{2}\varphi }{\partial x^{2}}},}
که در آن
- φ غلظت در ابعاد (مقدار ماده (طول-۳)) می‌باشد برای مثالmol/m3، φ = φ(x,t) یک تابع است که به موقعیت x و زمانt بستگی دارد.
- tزمان می‌باشد(
- s) D ضریب نفوذ در ابعاد (طول۲ و زمان-۱) می‌باشد.
  - m2/s x موقعیت{طول} است برای مثال m

در دو یا چند بعد باید از Δ = ∇۲ استفاده کنیم که مشتق سوم را نشان می‌دهد و از معدله زیر بدست می‌آید:
{\displaystyle {\frac {\partial \varphi }{\partial t}}=D\Delta \varphi .}

## مشتق قوانین فیک

### قانون اول فیک
در یک بعد، مشتق زیر براساس یک استدلال مشابه که توسط برگ در ۱۹۷۷ بیان شده‌است استوار می‌باشد.
. مجموعه‌ای از ذرات را که دارای حرکت تصادفی در یک بعد با مقیاس طول Δx و زمان Δt را در نظر بگیرید. اگر N(x,t) تعداد ذرات در موقعیت xو زمان t باشد، در یک زمان معین، نیمی از ذرات به سمت چپ و نیمی به سمت راست حرکت می‌کنند.
از آنجا که نیمی از ذرات در نقطه x به سمت راست حرکت می‌کنند و نیمی از ذرات در نقطه x + Δx به سمت چپ حرکت می‌کنند، حرکت خالص به سمت راست می‌باشد:
{\displaystyle }
جریان j این حرکت خالص ذرات در برخی عناصر ناحیه‌ای منطقه A می‌باشد. حرکت تصادفی در طول یک فاصله زمانی Δt طبیعی است از این رو می‌توان نوشت:
{\displaystyle }
با ضرب (Δx)2 در بالا و پاییت قسمت راست معادله و بازنویسی آن بدست می‌آید:
{\displaystyle }
غلظت به عنوان جرم در واحد حجم تعریف می‌شود از این رو:
{\displaystyle }.
به علاوه (Δx)2/2Δt تعریف ثابت نفوذ در یک بعد D است بنابراین به بیان ساده
{\displaystyle }
در محدوده‌ای که Δx نامحدود است سمت راست، یک مشتق فضایی می‌شود:
{\displaystyle }

### قانون دوم فیک
قانون دوم فیک را می‌توان از قانون اول و با حفظ جرم در نبود هرگونه واکنش شیمیایی بدست آورد:
{\displaystyle {\frac {\partial \varphi }{\partial t}}+{\frac {\partial }{\partial x}}J=0\Rightarrow {\frac {\partial \varphi }{\partial t}}-{\frac {\partial }{\partial x}}\left(D{\frac {\partial }{\partial x}}\varphi \right)\,=0.}
فرض کنید ضریب نفوذ D یک مقدار ثابت باشد، می‌توان ترتیب تمایزات را با ضریب ثابت تغییر داد:
{\displaystyle {\frac {\partial }{\partial x}}\left(D{\frac {\partial }{\partial x}}\varphi \right)=D{\frac {\partial }{\partial x}}{\frac {\partial }{\partial x}}\varphi =D{\frac {\partial ^{2}\varphi }{\partial x^{2}}},}
در نتیجه معادلات فیک را به صورتی که در بالا بیان شد، بدست آورد.
در مورد جذب در دو یا چند بعد قانون فیک به صورت زیر می‌باشد
{\displaystyle {\frac {\partial \varphi }{\partial t}}=D\,\nabla ^{2}\varphi ,}با
که همانند معادله حرارت است.
اگر ضریب نفوذ یک مقدار ثابت نباشد و به مختصات یا غلظت بستگی داشته باشد، قانون دوم فیک به صورت
زیرمی باشد.
ا
{\displaystyle {\frac {\partial \varphi }{\partial t}}=\nabla \cdot (D\,\nabla \varphi ).}.
یک مثال مهم در این مورد وقتی است که φ در یک حالت پایدار است، یعنی غلظت با زمان تغییر نمی‌کند به‌طوری‌که قسمت چپ معادله بالا به‌طور یکسان صفر است. در یک بعد با غلظت ثابت D، راه حل برای غلظت، یک تغییر خطی غلظت در طول x خواهد بود. در دو یا چند بعد به صورت
زیر بدست می‌آید
{\displaystyle \nabla ^{2}\varphi =0,}
که معادله لاپلاس است، راه حل‌هایی که توسط ریاضیدانان به عنوان توابع هارمونیک مطرح می‌شود.

## مشتق
قانون دوم فیک یک مورد خاص از انتقال جابه جایی است، که در آن هیچ شتاب متداول و هیچ منبع ابعادی خاصی وجود ندارد. این می‌تواند از معادله پیوستگی مشتق شود:
{\displaystyle {\frac {\partial \varphi }{\partial t}}+\nabla \cdot \mathbf {j} =R,}
کهj جریان کل وR یک منبع حجمی خالص برای φ است. تنها منبع جریان در این وضعیت شتاب نفوذ فرض شده‌است:
{\textstyle \mathbf {j} _{\text{diffusion}}=-D\nabla \varphi .}
با ارتباط تعریف شتاب نفوذ به معادله تداوم و با فرض عدم وجود هیچ منبعی (R=۰) ما به قانون دوم فیک می‌رسیم
{\displaystyle {\frac {\partial \varphi }{\partial t}}=D{\frac {\partial ^{2}\varphi }{\partial x^{2}}}}
اگر جریان، ناشی از شتاب نفوذ و شتاب عدد باشد، نتیجه معادله انتقال جابه جایی می‌باشد.

### راه حل نمونه در یک بعد
راه حل نمونه در یک بعد: طول نفوذ
یک نمونه ساده از نفوذ با زمانt در یک بعد (به عنوان محورx) از یک مرز واقع در موقعیتx=۰ جایی که غلظت n0 نگهداری می‌شود به صورت:
{\displaystyle n\left(x,t\right)=n_{0}\operatorname {erfc} \left({\frac {x}{2{\sqrt {Dt}}}}\right),}.
که تابع خطایی مکمل است. این اتفاق زمانی می‌افتد که گازهای خورنده از طریق لایه اکسیداتیو به سمت سطح فلز پخش می‌شوند. (اگر فرض کنیم که غلظت گاز در محیط ثابت است و فضای نفوذ (یعنی لایه حاصل از خوردگی) نیمه نامتناهی است- شروع از نقطه صفر در سطح و پخش شوندگی در عمق نامحدودی از مواد می‌باشد). اگر فضای نفوذ به نوبه خود بی‌نهایت باشد (هر دو از طریق لایه با n(x,0) = 0, x> ۰ که با n(x,0) = n0 x ≤ ۰ با دوام می‌باشند)، پس تنها راه حل ضرب ۲/۱ در n0 می‌باشد. (این مسئله مشهود است زیرا در حال حاضر نفوذ در دو جهت رخ می‌دهد) این مورد زمانی که برخی از محلول‌ها با غلظت n0 در تماس با یک لایه حلال خالص قرار می‌گیرند مورد تأیید است (بوکستین۲۰۰۵). طول ۲√Dt طول نفوذ نامیده می‌شود و میزانی که غلظت با نفوذ در جهت x و زمان t ایجاد می‌کند را تعیین می‌نماید (برد۱۹۷۶).
به عنوان یک تقریب سریع از تابع خطا می‌توان از دو اصطلاح اول تیلور استفاده نمود:
{\displaystyle n(x,t)=n_{0}\left[1-2\left({\frac {x}{2{\sqrt {Dt\pi }}}}\right)\right].}
اگر D وابسته به زمان باشد طول نفوذ تبدیل می‌شود به:
{\displaystyle 2{\sqrt {\int _{0}^{t}D(\tau )\,d\tau }}.}.
این ایده برای برآورد طول نفوذ در یک چرخه گرمایشی و سرمایشی مفید است، جایی که D با دما متفاوت است.

### تعمیم
۱. در محیط‌های غیرهمگن، ضریب نفوذ در فضاD = D(x) متفاوت است، این وابستگی قانون اول فیک را تحت تأثیر قرار نمی‌دهد در حالی که قانون دوم تغییر می‌کند:
{\displaystyle {\frac {\partial \varphi (x,t)}{\partial t}}=\nabla \cdot {\bigl (}D(x)\nabla \varphi (x,t){\bigr )}=D(x)\Delta \varphi (x,t)+\sum _{i=1}^{3}{\frac {\partial D(x)}{\partial x_{i}}}{\frac {\partial \varphi (x,t)}{\partial x_{i}}}.}
۲. در محیط‌های ناهمسانگرد، ضریب نفوذ به جهت بستگی دارد. این یک تنسور متقارن است،D = Dij قانون اول فیک به صورت زیر تغییر می‌کند:
{\displaystyle J=-D\nabla \varphi ,}
این معادله حاصل یک تنسور و یک بردار است:
{\displaystyle J_{i}=-\sum _{j=1}^{3}D_{ij}{\frac {\partial \varphi }{\partial x_{j}}}.}
برای معادله نفوذ این فرمول بدست می‌آید:
{\displaystyle {\frac {\partial \varphi (x,t)}{\partial t}}=\nabla \cdot {\bigl (}D\nabla \varphi (x,t){\bigr )}=\sum _{i=1}^{3}\sum _{j=1}^{3}D_{ij}{\frac {\partial ^{2}\varphi (x,t)}{\partial x_{i}\partial x_{j}}}.}
ماتریس متقارن ضرایب نفوذ Dij می‌بایست مثبت باشد. لازم است اپراتو سمت راست بیضی شود.
۳. ۳. برای محیط‌های ناهمگن ناهمسانگرد می‌بایست این دو صورت از معادله نفوذ با یکدیگر ترکیب شوند:
{\displaystyle {\frac {\partial \varphi (x,t)}{\partial t}}=\nabla \cdot {\bigl (}D(x)\nabla \varphi (x,t){\bigr )}=\sum _{i,j=1}^{3}\left(D_{ij}(x){\frac {\partial ^{2}\varphi (x,t)}{\partial x_{i}\partial x_{j}}}+{\frac {\partial D_{ij}(x)}{\partial x_{i}}}{\frac {\partial \varphi (x,t)}{\partial x_{i}}}\right)}
۴. ۴. رویکرد مبتنی بر پویایی انیشتین و فرمول تئورل بیانگر تعمیم زیر از معادله فیک برای نفوذ چند جزئی اجزای کامل می‌باشد.
{\displaystyle {\frac {\partial \varphi _{i}}{\partial t}}=\sum _{j}\nabla \cdot \left(D_{ij}{\frac {\varphi _{i}}{\varphi _{j}}}\nabla \,\varphi _{j}\right)}
جایی که φi غلظت اجزا و Dij ماترییس ضرایب است. در اینجا شاخص‌های i و jبه اجزای مختلف مرتبط هستند نه به مختصات فضایی. فرمول چپمن- انسکوگ برای نفوذ در گازها دقیقاً همین شرایط را دارا می‌باشد.
این مدل‌های فیزیکی نفوذ از مدل‌های آزمون ∂tφi = ΣjDij Δφj که برای انحرافات ناچیز از تعادل یکنواخت معتبر است متفاوت‌اند. پیشتر چنین شرایطی در معادله نفوذ مکسول- استفن معرفی شد.
برای ضرایب نفوذ چند متغیر ناهمسانگرد به یک تنسور رتبه چهار نیاز است. به عنوان مثال Dij,αβ جایی که i و j به اجزای تشکیل دهنده و α, β = ۱، ۲، ۳ به مختصات فضایی مربوط می‌شوند.

## کاربردها
معادلات مبتنی بر قانون فیک معمولاً برای مدلسازی فرایندهای انتقال در غذاها، نورونها، پلیمرهای زیستی، داروها، خاک‌های متخلخل، پویش جمعیت، مواد هسته ای، فیزیک پلاسما و فرایندهای غلیظ سازی نیمه هادی استفاده می‌شود. تئوری تمام روش‌های ولتاژ سنجی مبتنی بر راه حل معادله فیک است. تحقیقات آزمایشگاهی بسیار در علوم پزشکی و علوم غذایی نشان می‌دهد که یک رویکرد کلی تری برای توصیف انتقال اجزاء در مواد تحت شرایط انتقال شیشه ایمورد نیاز است. در مجاورت انتقال شیشه ای، رفتار جریان به حالت «غیر فیکی» تبدیل می‌شود. می‌توان قانون فیک را از معادلات انتقال جرم چند جزء ماکسول-استیفن بدست آورد. قانون فیک، معادلات ماکسول-استیفن را زمانی که مخلوط بسیار رقیق است و هر گونه مواد شیمیایی فقط با مخلوط انبوه و نه با گونه‌های دیگر در تعامل است محدود می‌کند. برای تشخیص حضور گونه‌های متعدد در مخلوط غیر رقیق، چندین معادله ماکسول-استیفن استفاده می‌شود. همچنین به فرایندهای انتقال غیر قطری مراجعه کنید (رابطه اونسانجر).

### دیدگاه بیولوژیکی
قانون اول فرمول زیر را ارائه می‌دهد:
{\displaystyle {\text{flux}}={-P\left(c_{2}-c_{1}\right)}}
که در آن
- P نفوذ پذیری است. یک غلظت آزمایش غلظتی «هدایت» برای یک گاز داده شده در یک درجه داده شده‌است.
  - c2 − c1 تفاوت در غلظت گاز در سراسر غشا برای جهت جریان(c1 به c2) است.

قانون اول فیک در معادلات انتقال تابش نیز مهم است. درحالی که در این حالت، زمانی که ثابت نفوذ کم می‌باشد و تابش با سرعت نور و نه از طریق مقاومت ماده که پرتوی تابش از طریق آن جریان می‌یابد، محدود می‌شود، نادرست است. در این وضعیت، می‌توان از یک محدودکننده جریان استفاده کرد.
نرخ تبادل گاز در یک غشای مایع می‌تواند با استفاده از این قانون همراه با قانون گراهام تعیین شود.

### فیک در جریان مایعات
جریان فیک در مایعات
هنگامی که دو مایعی قابل مخلوط در تماس با هم قرار می‌گیرند و نفوذ انجام می‌گیرد، غلظت ماکروسکوپیک (یا میانگین) قانون فیک را دنبال می‌کند. در مقیاس مسیکوپیک، یعنی بین مقیاس ماکروسکوپی توصیف شده توسط قانون فیک و مقیاس مولکولی، جایی که حرکت‌های تصادفی مولکولی صورت می‌گیرد، نوسان‌ها را نمی‌توان نادیده گرفت. چنین شرایطی را می‌توان با استفاده از هیدرودینامیک نوسان لندو-لیفشیتز مدلسازی نمود. در این چارچوب نظری، نفوذ ناشی از نوسانات است که ابعاد آن از مقیاس مولکولی به مقیاس ماکروسکوپی متفاوت است.
به‌طور خاص، معادلات هیدرودینامیکی نوسانات، شامل یک جریان فیک با ضریب نفوذ داده شده همراه با معادلات هیدرودینامیک و شرایط تصادفی که نوسانات را توصیف می‌کند، می‌باشد. در محاسبه نوسانات با یک رویکرد مبهم، قانون فیک تقریب صفر است. اولین دسته، نوسانات را به دست می‌آورد و بین می‌دارد که نوسانات موجب نفوذ می‌شوند. این به نحوی به عنوان کشف شناخته می‌شود، زیرا پدیده‌هایی که توسط تقریب دسته پایین‌تر توصیف می‌شوند، نتیجه یک تقریب بالاتر می‌باشند: این مشکل تنها با ترویج معادلات هیدرودینامیکی نوسان حل می‌شود.
تقریب صفر است. اولین دسته، نوسانات را به دست می‌آورد و بین می‌دارد که نوسانات موجب نفوذ می‌شوند. این به نحوی به عنوان کشف شناخته می‌شود، زیرا پدیده‌هایی که توسط تقریب دسته پایین‌تر توصیف می‌شوند، نتیجه یک تقریب بالاتر می‌باشند: این مشکل تنها با ترویج معادلات هیدرودینامیکی نوسان حل می‌شود.

### کاربردهای سازه نیمه رسانا
فناوری ساخت مدار یکپارچه، فرایندهای مدل مانند CVD، اکسیداسیون حرارتی، اکسیداسیون مرطوب، غلیظ سازی و غیره از معادلات نفوذ حاصل از قانون استفاده می‌شود.
در بعضی موارد، راه حل‌ها برای شرایط مرزی مانند نفوذ دائمی غلظت منبع، غلظت منبع محدود یا نفوذ مرزی متغیر (جایی که عمق اتصال به داخل بستر می‌رسد) بدست می‌آید.

## تاریخچه
در سال ۱۸۵۵، فیزیولوژیست، آدولف فیک، برای اولین بار قوانین شناخته شده خود که انتقال جرم از طریق نفوذ را بیان می‌نمود، گزارش داد. کار فیک از تجربیات پیشین توماس گراهام الهام گرفته بود، قوانین فیک با روابط کشف شده در همان دوره توسط دیگر دانشمندان برجسته مشابه است: قانون دارسی (جریان هیدرولیکی)، قانون اهم (انتقال بار) و قانون فوریه (انتقال حرارت).
آزمایش‌های فیک (مدلسازی شده بر اساس مدل‌های گراهام) با اندازه‌گیری غلظت و جریان نمک، نفوذ بین دو مخزن از طریق لوله آب سرو کار دارد. قابل توجه است که کار فیک عمدتاً مربوط به نفوذ در مایعات می‌باشد، زیرا در آن زمان انتشار در مواد جامد به‌طور کلی امکان‌پذیر نبود. امروزه قوانین فیک، هسته درک ما از نفوذ در جامدات، مایعات و گازها (در صورت عدم حرکت سیال حجمی در دو مورد اخیر) را تشکیل می‌شوند. هنگامی که فرایند نفوذ از قوانین فیک (که در موارد نفوذ از طریق محیط‌های متخلخل و نفوذ پانسیون‌های تورم، در میان دیگران اتفاق می‌افتد) پیروی نکند، این فرایندها به عنوان غیر فیکی معرفی می‌شوند.